# Friedrich Sigismund Leuckart
Pour les articles homonymes, voir Leuckart.
Friedrich Andreas Sigismund Leuckart est un médecin et un naturaliste allemand, né le 26 août 1794 à Helmstedt (en Basse-Saxe) et mort le 25 août 1843 à Fribourg-en-Brisgau.

## Biographie
Après des études de médecine à Göttingen et devient membre du Corps Brunsviga Göttingen (de), il entreprend à partir de 1816 plusieurs voyages d’explorations.
Il est nommé Privatdozent en 1823 à Heidelberg et enseigne l’anatomie comparée, la zoologie et la science vétérinaire à partir de 1829. En 1832, il s’installe à Fribourg et y continue son enseignement.
Il est l’auteur de travaux estimés sur les Invertébrés marins et a en particulier fait paraître Versuch einer naturgemaessen Eintheilung der Helminthen (1827) et Allgemeinen Einleitung in die Naturgeschichte (1832). On lui doit des travaux sur les vers parasites dont Calliobothrium leuckarti (nl) van Beneden, 1850.
Il est l’oncle du zoologiste Karl Georg Friedrich Rudolf Leuckart (1822-1898).